# Racek atlantický
Racek atlantický (Leucophaeus atricilla) je středně velkým severoamerickým druhem racka.

## Popis
Dospělí ptáci mají černou hlavu, bílé tělo a ocas, tmavošedý hřbet a tmavošedá křídla s černou kresbou na konci a bílým zadním okrajem. Nohy jsou tmavočervené, zobák tmavočervený, jemně dolů zahnutý. V prostém šatu (v zimě) je hlava světlá, s tmavou kresbou za okem, krk a strany hrudi jsou šedé. Mladí ptáci jsou celkově tmavě zbarvení (šedohnědí) s nápadně světlým břichem a bílým kostřecem, ocas je černý.

## Výskyt
Racek atlantický hnízdí na atlantském pobřeží Ameriky od Maine po Venezuelu. Tažný, zimuje od jihu Spojených států po Jižní Ameriku severně od rovníku. Zatoulaní ptáci byli zjištěni na Havajských ostrovech, každoročně zaletuje do západní Evropy a západní Afriky. Ojedinělí ptáci byli pozorováni na několika tichooceánských ostrovech (Marshallovy ostrovy, Americká Samoa, Line Islands). Mimo to byl také nejméně čtyřikrát zjištěn v Austrálii. Pozorování v Malajsii (jaro 2000) se stalo prvním pozorováním tohoto druhu v Asii, vzápětí byl nejméně třikrát zaznamenán v Japonsku.

## Galerie

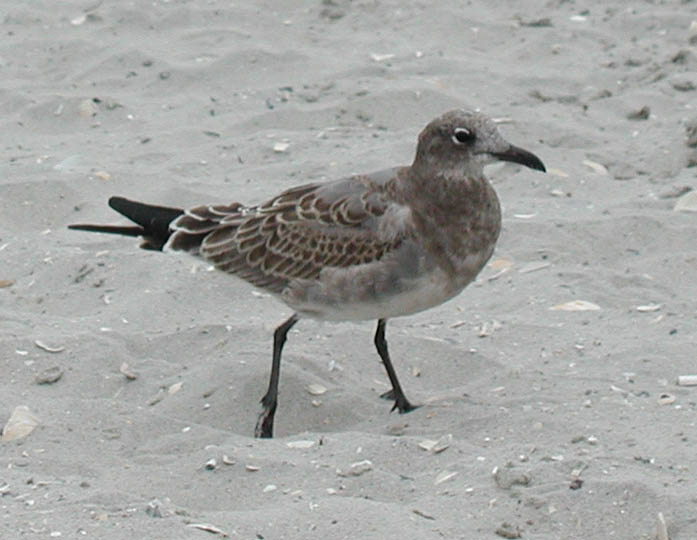
Mladý pták (juvenilní), Atlantic City
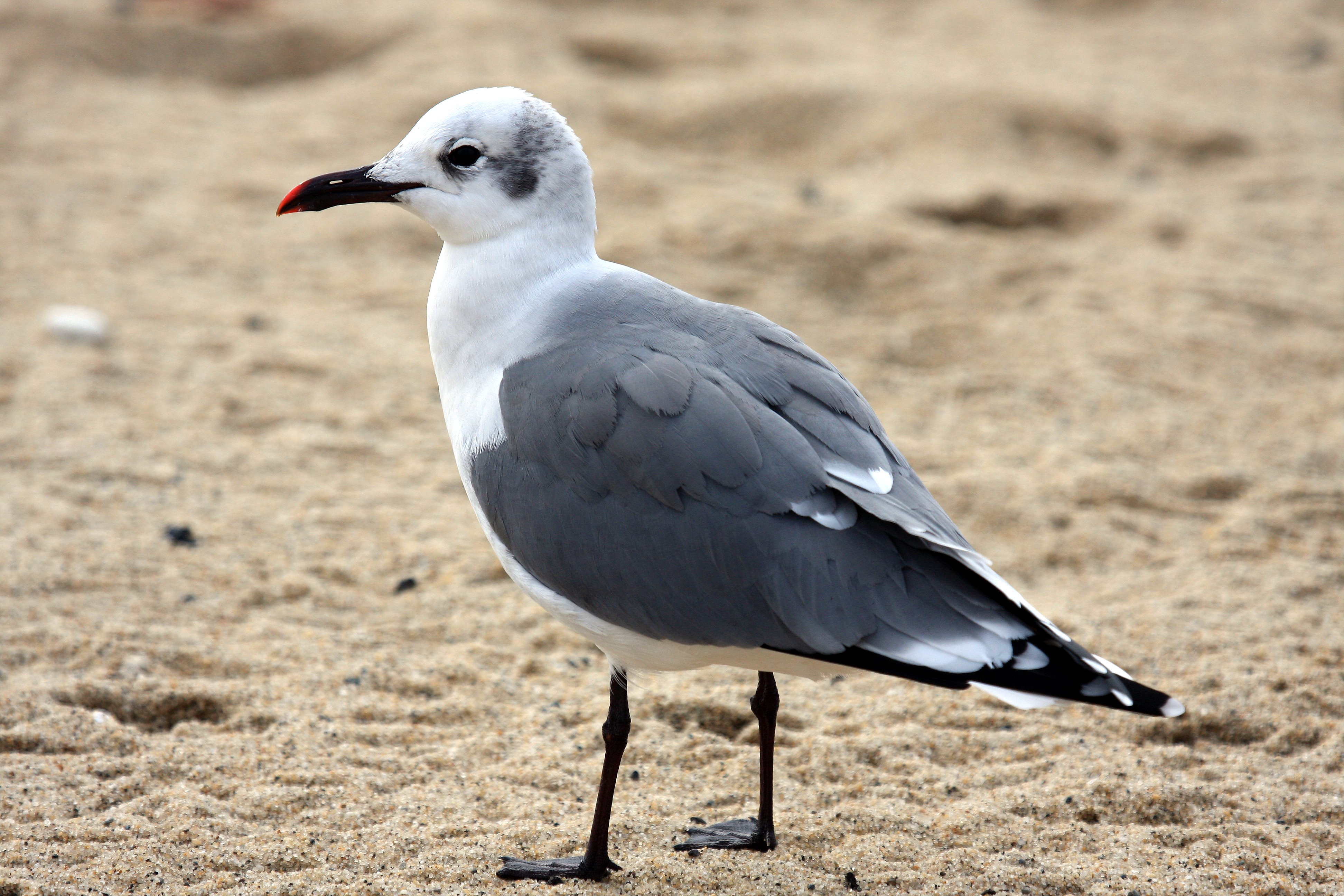
Dospělý pták v prostém šatu
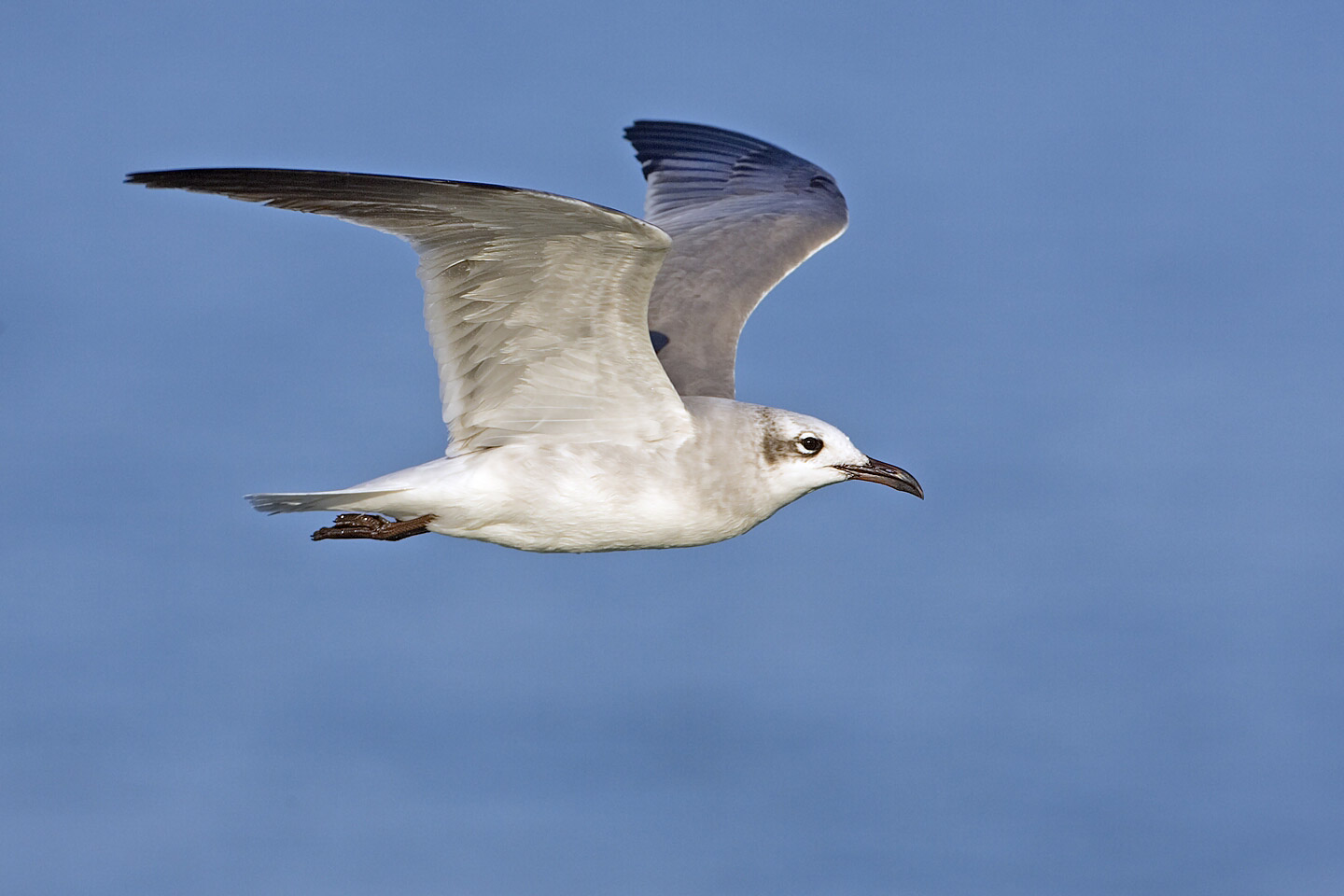
Dospělý pták v prostém šatu